# Benjamin King
Benjamin King (Richmond, 22 de març de 1989) fou un ciclista estatunidenc professional des del 2008 i fins al 2022.
Les seves victòries més destacades són dues victòries a l'edició del 2018 de la Volta a Espanya i el campionat nord-americà de ruta del 2010.

## Palmarès
- 2010
  - Campió panamericà sub-23 en ruta
  - Campió panamericà sub-23 en contrarellotge
  -  Campió dels Estats Units en ruta
  -  Campió dels Estats Units en ruta sub-23
- 2015
  - Vencedor d'una etapa al Critèrium Internacional
- 2016
  - Vencedor d'una etapa a la Volta a Califòrnia
- 2018
  - Vencedor de 2 etapes a la Volta a Espanya
- 2021
  - Vencedor d'una etapa a la Volta a Portugal

### Resultats al Tour de França
- 2014. 53è de la classificació general
- 2019. 62è de la classificació general

### Resultats a la Volta a Espanya
- 2015. 75è de la classificació general
- 2016. 46è de la classificació general
- 2017. No surt (3a etapa)
- 2018. 24è de la classificació general. Vencedor de 2 etapes
- 2019. 38è de la classificació general

### Resultats al Giro d'Itàlia
- 2018. 44è de la classificació general